# Il segreto di Green Knowe
Il segreto di Green Knowe - From Time to Time (From Time to Time) è un film britannico del 2009 diretto da Julian Fellowes.
Si tratta di un adattamento del libro per bambini di Lucy M. Boston The Chimneys of Green Knowe (1958).

## Trama
Tolly ha 13 anni, la Seconda Guerra Mondiale sta volgendo al termine e suo padre è ancora disperso in battaglia. Sua nonna che si prende cura di lui nell'enorme casa di famiglia. La magione, però, sembra nascondere molti misteri.